# Université Charles
L'université Charles (en tchèque : Univerzita Karlova, en latin : Universitas Carolina) est une université tchèque fondée à Prague en 1347-1348, ce qui en fait la plus ancienne université d'Europe centrale.
Elle est aussi considérée comme la plus ancienne université allemande, du fait de ses origines : à l’époque de sa fondation par Charles de Luxembourg, roi de Bohême et bientôt empereur sous le nom de Charles IV, Prague était en train de devenir la capitale du monde germanique et du Saint-Empire.
Elle comporte 17 facultés.

## Histoire
Seule université fondée avant la seconde moitié du XIVe siècle dans la partie du Saint-Empire située au nord des Alpes, soit « le royaume d’Allemagne et ses dépendances », l’université Charles, « bien que formellement tchèque, reste l’alma mater de toutes les universités allemandes » : en effet, sa naissance marque le début de l’expansion du phénomène universitaire dans l’espace allemand, où 23 autres fondations se succèdent au cours du seul demi-siècle suivant.
Des sources citent 1348 pour année de cette fondation, car c’est le 7 avril de cette année que le roi de Bohême Charles Ier, en passe d’être confirmé sur le trône impérial sous le nom de Charles IV, publia une bulle d'or garantissant les privilèges de l'université. On peut aussi considérer la bulle du pape Clément VI en date du 26 janvier 1347 comme primordiale et celle de Charles comme une confirmation de l'exemption de l'autorité séculière.
Fondée sur le modèle des universités de Paris — ce que ses lettres de fondation mentionnent explicitement — et de Bologne, l'université Charles ouvrit ses portes en 1349.
L'archévêque Ernest de Pardubice prit une part importante dans les débuts de l'université en obligeant le clergé à contribuer aux enseignements. Au départ, l'université est divisée en sections bavaroise, tchèque, saxonne et polonaise aussi appelées nations.
En 1407, l'université condamna l'enseignement des théories de John Wyclif mais sa doctrine grandit en popularité. Jan Hus, doyen et recteur de l'université, avait traduit le Trialogus de Wyclif en tchèque. Les autres nations décidèrent de se ranger auprès du pape Grégoire XII mais Hus sut utiliser l'opposition du roi Venceslas à Grégoire XII et obtint, en 1409, que la nation tchèque eut trois voix lors des votes décisifs sur l'administration de l'université, les autres nations n'en bénéficiant que d'une voix chacune. Ceci provoqua le départ des professeurs allemands, qui fondèrent l'université de Leipzig en mai 1409.
L'université perd alors la majorité de ses étudiants et de sa faculté et décline pour devenir un établissement au rayonnement tout au plus national. Pendant quelques décennies aucun titre n'est distribué. Il faut attendre l'empereur Sigismond puis surtout Rodolphe II qui fait de Prague sa capitale, pour voir l'université renaitre de ses cendres. Dans le cadre des efforts liés à la Contre-Réforme, Ferdinand Ier demande aux Jésuites de venir à Prague où ils ouvrent une académie, le Clementinum. Après une expulsion temporaire (1618 - 1620), ils reviennent et un décret impérial leur confie, en 1622, l'intégralité du système éducatif en Bohême, Moravie et Silésie. Les quatre derniers professeurs quittent le Carolinum et les neuf collèges restants vont alors aux Jésuites en même temps que le droit de remettre les diplômes et d'appointer des professeurs séculiers. Les étudiants doivent alors, pour recevoir leur diplôme, jurer de défendre l'Immaculée conception. Les réformes administratives et universitaires autrichiennes des années 1752 et 1754 finissent d'abolir les derniers privilèges garantis par la Bulle d'or fondatrice de l'université Charles. Ce n'est qu'à partir des premières années du XIXe siècle que les protestants, suivis rapidement des juifs, peuvent être diplômés.
Un professorat tchèque est progressivement mis en place et en 1863, sur les 187 cours donnés, 22 le sont en tchèque ; le reste l'étant en allemand. En 1882, suivant la pression de la bourgeoisie tchèque montante et du renforcement du sentiment national, l'université (alors appelée Carolo-Ferdinandea) est divisée en deux entités, l'une tchèque, l'autre allemande, totalement indépendantes l'une de l'autre.
En 1909, le nombre des étudiants de la Karlo-Ferdinandova univerzita atteint 4 300 alors que ceux de la Karl-Ferdinand Universität est de 1 800. Les deux institutions continuent de travailler en parallèle jusque 1939. La partie tchèque de l'université (en même temps que d'autres institutions de l'enseignement supérieur tchèque) est fermée le 17 novembre 1939 à la suite de manifestations estudiantines ; certains étudiants, des professeurs sont envoyés en camp de concentration, les leaders estudiantins exécutés. La partie allemande est promue université du Reich.

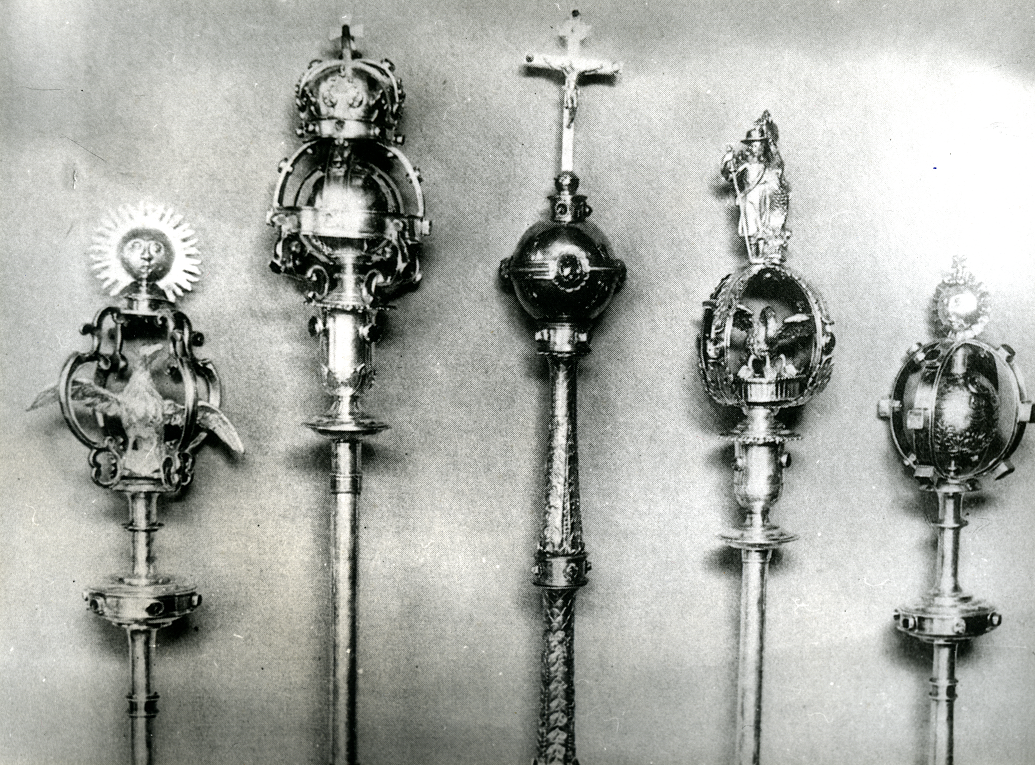
Détail de l'insigne volé de l'université Charles. De gauche à droite : sceptre de la faculté de théologie, sceptre de la faculté de droit, sceptre du recteur, sceptre de la faculté de médecine et sceptre de la faculté de philosophie.

À la fin de la guerre en 1945, les nazis ont volé les insignes de l'université (la chaîne du recteur, les sceptres des différentes facultés, le sceau de l'université, ainsi que des documents historiques de la fondation, des livres et des documents historiques). Aucun de ces objets historiques n'a été retrouvé à ce jour.
Elle sera liquidée en 1945 à la suite des décrets Beneš qui expulsent les Allemands du territoire de la Tchécoslovaquie.

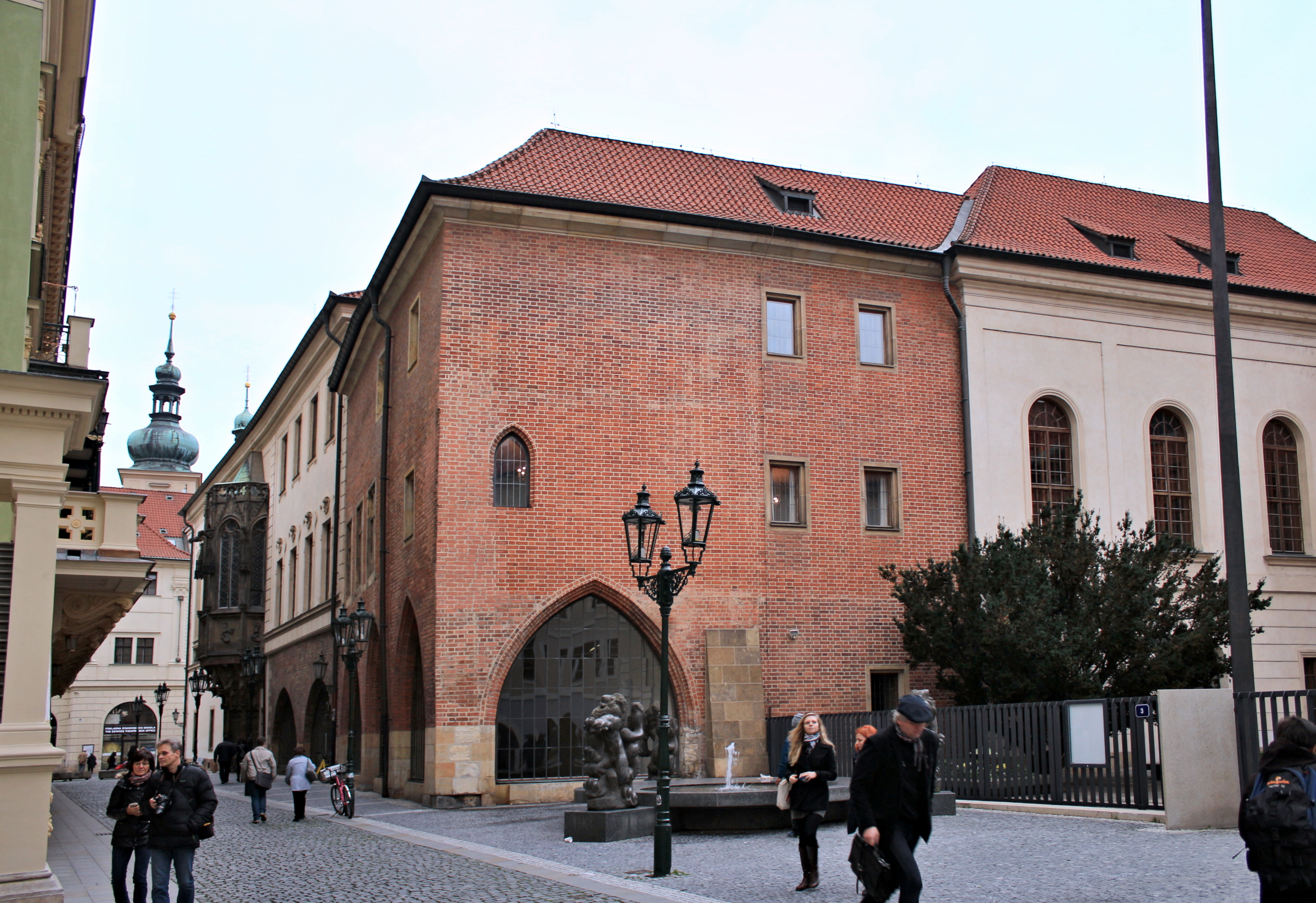
Façade de l’aula.

L'après-guerre n'est guère plus propice au développement de l'université Charles. Dès 1948 et la prise de pouvoir par les communistes, l'université passe sous le contrôle idéologique du parti et des purges dans le professorat sanctionnent toute déviance, elles se répètent avec régularité, en particulier lors de la période de « Normalisation » qui suit le Printemps de Prague. En janvier 1990, à la suite de la Révolution de velours qui débuta par une révolte estudiantine, la direction de l'université est refondue et réunit des personnalités académiques indépendantes et non compromises sous l'ancien régime communiste. Les sciences sociales, jusqu'alors sous l'empire de l'idéologie communiste, sont regroupées au sein d'une faculté (FSV) nouvellement créée.
À l'heure actuelle (2004-2006), l'université Charles compte près de 42 000 étudiants (dont 6 000 doctorants), soit un cinquième des étudiants de la Tchéquie.
Le 21 décembre 2023, l'université fait l'objet d'une fusillade, provoquant plus de dix morts et une vingtaine de blessés.

## Personnalités liées à l'université

### Étudiants
- Hana Andronikova (1967-2011), femme de lettres
- Josef Bartoš (1887-1952), musicographe
- Edvard Beneš (1884-1948), homme politique et deuxième président de la Tchécoslovaquie
- Bernard Bolzano (1781-1848), mathématicien et philosophe
- Egon Bondy (1930-2007), écrivain, poète, dramaturge et philosophe
- Ivan Borkovský, archéologue
- Max Brod (1884-1968), écrivain
- Karel Čapek (1890-1938), écrivain
- Jan Carew (1925-), écrivain et universitaire guyanien
- Eduard Čech (1893-1960), mathématicien
- Charles Ier d'Autriche (1887-1922), dernier empereur d'Autriche-Hongrie et dernier roi de Bohême
- Carl Ferdinand Cori (1896-1984), biochimiste, prix Nobel
- Gerty Cori (1896-1957), biochimiste, prix Nobel
- Josef Dobrovský (1753-1829), philologue et historien
- Albert Einstein (1879-1955), physicien, prix Nobel, professeur à Prague en 1911-1912
- Jan Gebauer (1838-1907), philologue
- chevalier Franz von Gerstner, hydraulicien (1772-1777)
- Ivan Hašek (1963-), footballeur et entraîneur
- Jaroslav Heyrovský (1890-1967), chimiste, prix Nobel
- Bohumil Hrabal (1914-1997), écrivain
- Jan Hus (1369-1415), théologien et réformateur
- Václav Jamek (1949-), écrivain
- Jan Janský (1873-1921), médecin
- Staša Jílovská (1898-1955), journaliste et traductrice
- Franz Kafka (1883-1924), écrivain
- Adriana Karembeu (1971-), mannequin
- Egon Erwin Kisch (1885-1948), écrivain et journaliste
- Jakub Kresa (1648-1715), mathématicien
- Milada Horáková (1901-1950), femme politique tchécoslovaque
- Uladzimir Jylka, (1900-1933) poète
- Luboš Kohoutek (1935-2023), astronome
- Milan Kundera (1929-2023), écrivain
- Jan Marek Marci (1595-1697), médecin
- Vladimir Peška (1920-2002), intellectuel tchécoslovaque.
- George Placzek (1905-1955), physicien
- Petra Procházková (1964-), journaliste d'investigation
- Jan Evangelista Purkyně (1787-1869), physiologiste
- Ota Šik (1919-2004), économiste
- Ludvík Singer (1876-1931), avocat et politicien juif, responsable du mouvement sioniste de langue tchèque en Bohème.
- Kaspar Maria von Sternberg, paléobotaniste
- Ferdinand Stoliczka (1838-1874), paléontologue
- Nikola Tesla (1856-1943), inventeur
- Pavel Tigrid (1917-2003), écrivain, militant de l'opposition en exil puis ministre de la culture
- Jan Trefulka (1929-2012), écrivain, critique et poète
- Miroslav Tyrš, (1832-1884), fondateur du Sokol
- Vladislav Vančura (1891-1942), écrivain
- Alexandre Vostokov (1781-1864), linguiste et philologue
- Max Wertheimer (1880-1943), psychologue
- Anton Wölfler (1850-1917), chirurgien
- Jacques Le Goff (1924-2014), historien
- Alice Masaryková (1879-1966), femme politique
- Saly Ruth Ramler (1894–1993), mathématicienne
- Vlasta Kálalová (1896-1971), chirurgienne

## Organisation
L'université Charles est dirigée depuis 2022 par une rectrice, Milena Králíčková (cs). Ses prédécesseurs étaient Tomáš Zima (cs) (2014-2022), Václav Hampl (cs) (2006-2014) et Ivan Wilhelm (cs) (1999-2006).
L'université compte 17 facultés implantées à Prague :
- faculté de théologie catholique (cs)
- faculté de théologie protestante (cs)
- faculté de théologie hussite (cs)
- faculté de droit (cs)
- facultés de médecine : faculté n° 1 (cs), faculté n° 2 (cs), faculté n° 3 (cs)
- faculté des lettres (ex faculté des arts - philosophie)
- faculté des sciences naturelles (cs)
- faculté de mathématiques et de physique (cs)
- faculté de pédagogie (cs)
- faculté des sciences sociales (cs)
- faculté d'éducation physique et sportive (cs) sise dans le palais Michna
- faculté des sciences humaines

S’y ajoutent trois facultés situées hors de Prague :
- faculté de médecine de Plzeň (cs)
- faculté de médecine de Hradec Kralove (cs)
- faculté de pharmacie de Hradec Kralove (cs)